# Burgstall Tannburg

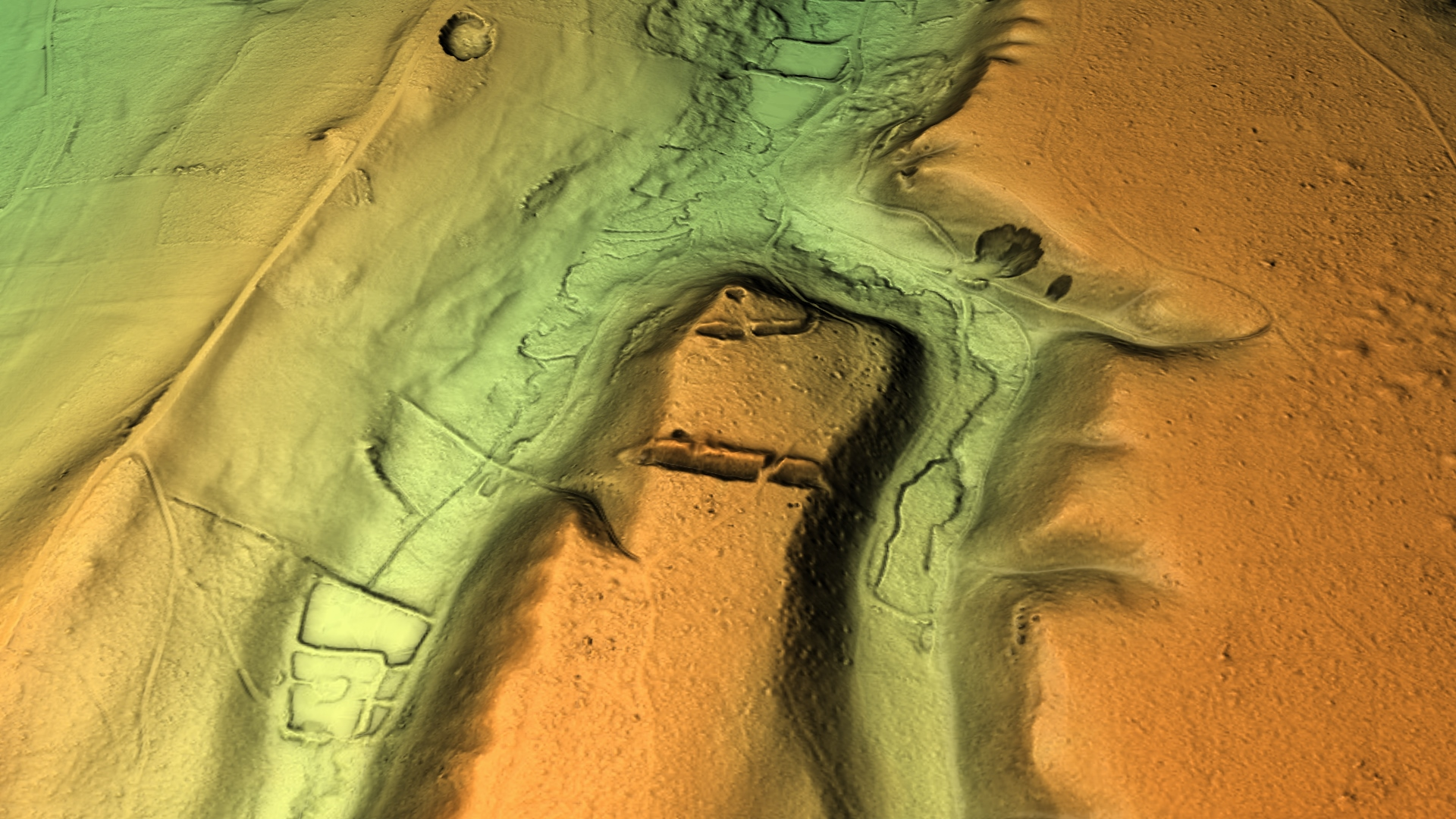
3D-Ansicht des digitalen Geländemodells

Der Burgstall Tannburg liegt etwa 1,75 Kilometer südöstlich des Ortes Dirlewang im Landkreis Unterallgäu (Bayern), auf einer Anhöhe neben der Straße von Dirlewang nach Warmisried und ist ein eingetragenes Bodendenkmal. Es handelt sich um eine Abschnittsburg auf einer nach Norden ausgerichteten Bergzunge. Im Abstand von circa 100 Metern existieren zwei Halsgräben. Beide Halsgräben liegen zwischen einem kleineren Innen- und einem größeren Außenwall. Die etwa 50 Meter lange Hauptburg befand sich ursprünglich an der Spitze der Bergzunge und hatte eine dreieckige Grundform. Vor der Hauptburg wird der Graben durch einen Damm durchquert.
Der hochmittelalterliche Burgstall war der Sitz eines unbekannten Adelsgeschlechtes. Die erste Erwähnung findet sich 1363 bereits als Burgstall im Besitz der Mindelberger. Dem Bauern Cunrat Schellhorn aus Leutenhofen wurde der Burgstall 1461 auf 20 Jahre verliehen.